# أندي بيشوب
أندي بيشوب (بالإنجليزية: Andy Bishop)‏ (19 أكتوبر 1982 في المملكة المتحدة - ) هو مدرب كرة قدم ولاعب كرة قدم بريطاني في مركز الهجوم. شارك مع منتخب إنجلترا لكرة القدم C ‏. أما مع النوادي، فقد لعب مع نادي بوري ونادي روتشديل ونادي ريكسهام ونادي ساوثبورت ونادي والسول ونادي يورك سيتي ويوفل تاون ونادي كيدرمينستر هاريرز لكرة القدم وإف سي هاليفاكس تاون.

## وصلات خارجية
- أندي بيشوب على موقع قاعدة بيانات كرة القدم.إي يو (الإنجليزية)
- أندي بيشوب على موقع Soccerbase.com (لاعب) (الإنجليزية)
- أندي بيشوب على موقع Soccerway.com (الإنجليزية)